# Rima Hansteen
Rima Hansteen és una estructura geològica del tipus rima a la superfície de la Lluna, situada amb el sistema de coordenades planetocèntriques a -11.58 ° de latitud N i -52.85 ° de longitud E. Fa un diàmetre de 30.89 km. El nom va ser fet oficial per la UAI l'any 1964 i fa referència al proper cràter Hansteen.